# Sindrome di Pfeiffer
La sindrome di Pfeiffer è una malattia genetica molto rara caratterizzata dalla fusione prematura di alcune ossa del cranio, che colpisce la struttura della testa e del viso. Inoltre, la sindrome include malformazioni alle mani e ai piedi di gravità variabile.
La sindrome di Pfeiffer è una craniostenosi associata a una mutazione del gene FGPR. Le suture del cranio che si fondono in questa sindrome sono quelle coronali e a volte sagittali. Colpisce 1 su 100 000 nati e comprende diverse manifestazioni a seconda del tipo di gene FGPR.

## Storia
La sindrome prende il nome da Rudolf Arthur Pfeiffer (1931-2012). Nel 1964, Pfeiffer descrisse otto individui in tre generazioni di una stessa famiglia che presentavano anomalie a testa, mani e piedi (acrocefalosindattilia) che erano state ereditate secondo un modello autosomico dominante.

## Segni e sintomi
Molti dei tratti caratteristici del viso derivano dalla fusione prematura delle ossa del cranio (craniostenosi). La testa non è in grado di crescere correttamente, il che porta a una fronte alta prominente (brachicefalia) e a protusione (proptosi) e distanziamento tra i bulbi oculari (ipertelorismo). Inoltre, vi è una mascella superiore sottosviluppata (ipoplasia mascellare). Circa il 50% dei bambini con sindrome di Pfeiffer ha perdita dell'udito, e sono comuni anche problemi dentali.
Nei soggetti con sindrome di Pfeiffer sono presente anomalie alle mani e ai piedi, in particolare alle dita. Sono ad esempio comuni dita insolitamente corte (brachidattilia) oppure fuse tra di loro (sindattilia).

## Eziologia
La sindrome di Pfeiffer è fortemente associata a mutazioni del recettore 1 del fattore di crescita dei fibroblasti (FGFR1) sul cromosoma 8 o del recettore 2 del fattore di crescita dei fibroblasti (FGFR2) sul cromosoma 10. Questi geni codificano per i recettori del fattore di crescita dei fibroblasti, che sono importanti per il normale sviluppo osseo. Si ritiene che l'età paterna avanzata sia un fattore di rischio per alcuni casi di sindrome di Pfeiffer a causa di un aumento delle mutazioni nel liquido spermatico man mano che gli uomini invecchiano.

### Classificazione
La classificazione clinica più ampiamente accettata della sindrome di Pfeiffer è stata pubblicata da M. Michael Cohen nel 1993. Cohen ha suddiviso la sindrome in tre tipi, possibilmente sovrapposti:
- Il tipo 1, noto anche come sindrome di Pfeiffer classica, include craniostenosi e un'alterazione della crescita scheletrica della faccia mediale. Questo tipo è ereditato secondo un modello autosomico dominante. La maggior parte delle persone con sindrome di Pfeiffer di tipo 1 ha un'intelligenza nella norma e una durata della vita normale.
- Il tipo 2 presenta un cranio a forma di quadrifoglio (Cloverleaf skull o Kleeblattschädel) a causa di un'estensiva fusione delle ossa craniche e di una grave proptosi. Questo tipo si presenta sporadicamente (cioè non sembra essere ereditato), ha una prognosi infausta e una grave compromissione neurologica, generalmente con morte precoce.
- Il tipo 3 include craniostenosi e grave proptosi. Anche questo tipo si presenta sporadicamente (cioè non sembra essere ereditato), ha una prognosi infausta e una grave compromissione neurologica, generalmente con morte precoce.

## Trattamento e prognosi
Il principale problema è la fusione precoce del cranio, che può essere corretta con una serie di procedure chirurgiche, spesso entro i primi tre mesi dalla nascita. Gli interventi chirurgici successivi sono necessari per correggere le deformità respiratorie e facciali.
I bambini con sindrome di Pfeiffer di tipo 2 e 3 "hanno un rischio maggiore di sviluppare disturbi neurologici e una ridotta aspettativa di vita" rispetto ai bambini con sindrome di Pfeiffer di tipo 1, ma se trattati, possono verificarsi esiti favorevoli. Nei casi più gravi, le complicanze respiratorie e neurologiche portano a morte prematura.